# Majstorowo
Majstrowo (bułg. Майсторово) – wieś w Bułgarii, w obwodzie Kyrdżali, w gminie Kyrdżali. Miejscowość wyludniała.